# Breakdance als Jocs Olímpics
Els Jocs Olímpics d'Estiu de 2024 introduiran per primera vegada l'esport del breakdance al programa olímpic d'estiu. Hi haurà dues proves amb medalles, una per a homes i una altra per a dones, amb 16 “b-boys” i “b-girls” competint. El "breaking" ja va aparèixer als Jocs Olímpics de la Joventut del 2018. El president del COI, Thomas Bach, va declarar que van afegir el breakdance com a part d'un esforç per atraure més interès dels joves pels Jocs Olímpics. L'organisme organitzador internacional és la World DanceSport Federation.